# Post- och Inrikes Tidningar

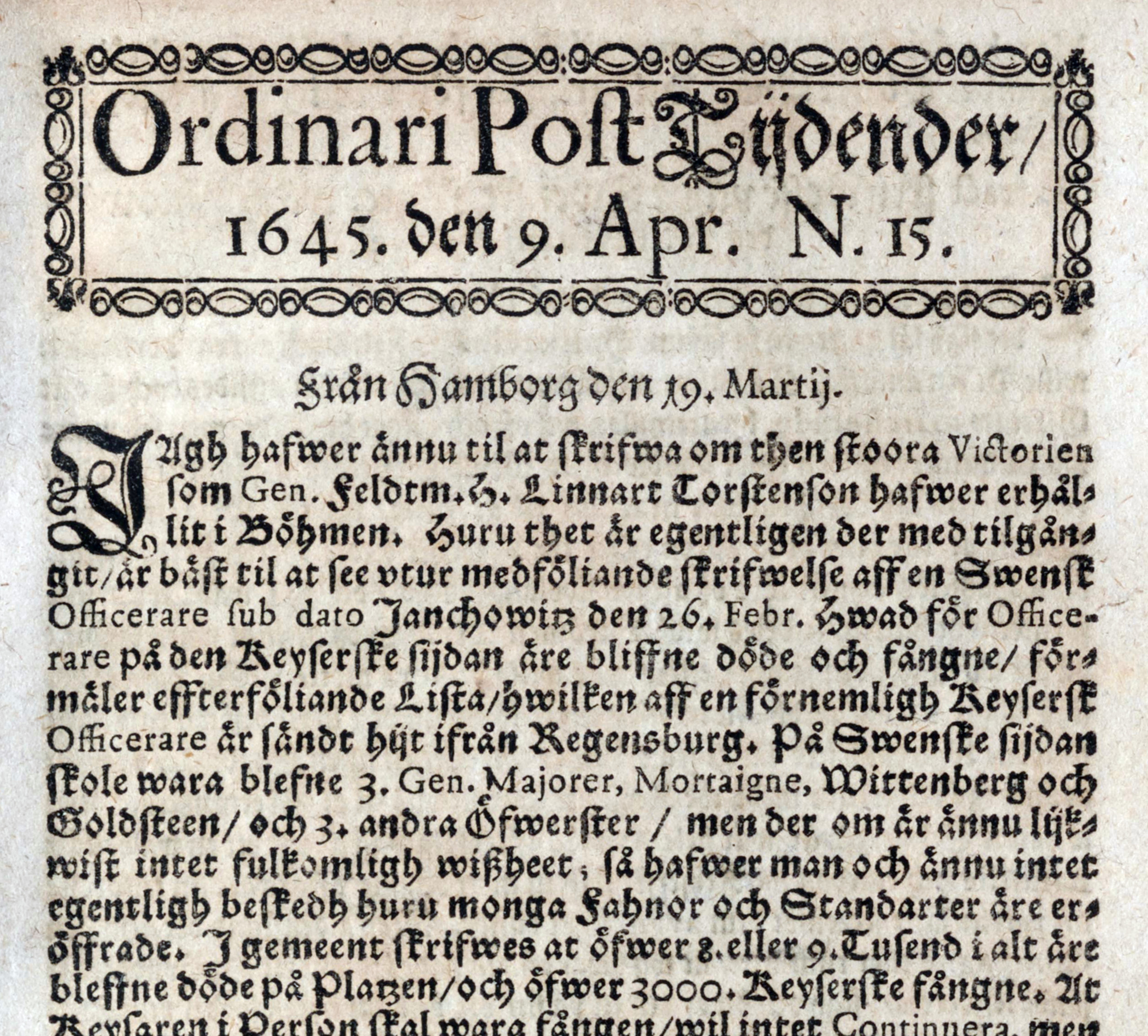
Post- och Inrikes Tidningar nr 15, den 9 april 1645.

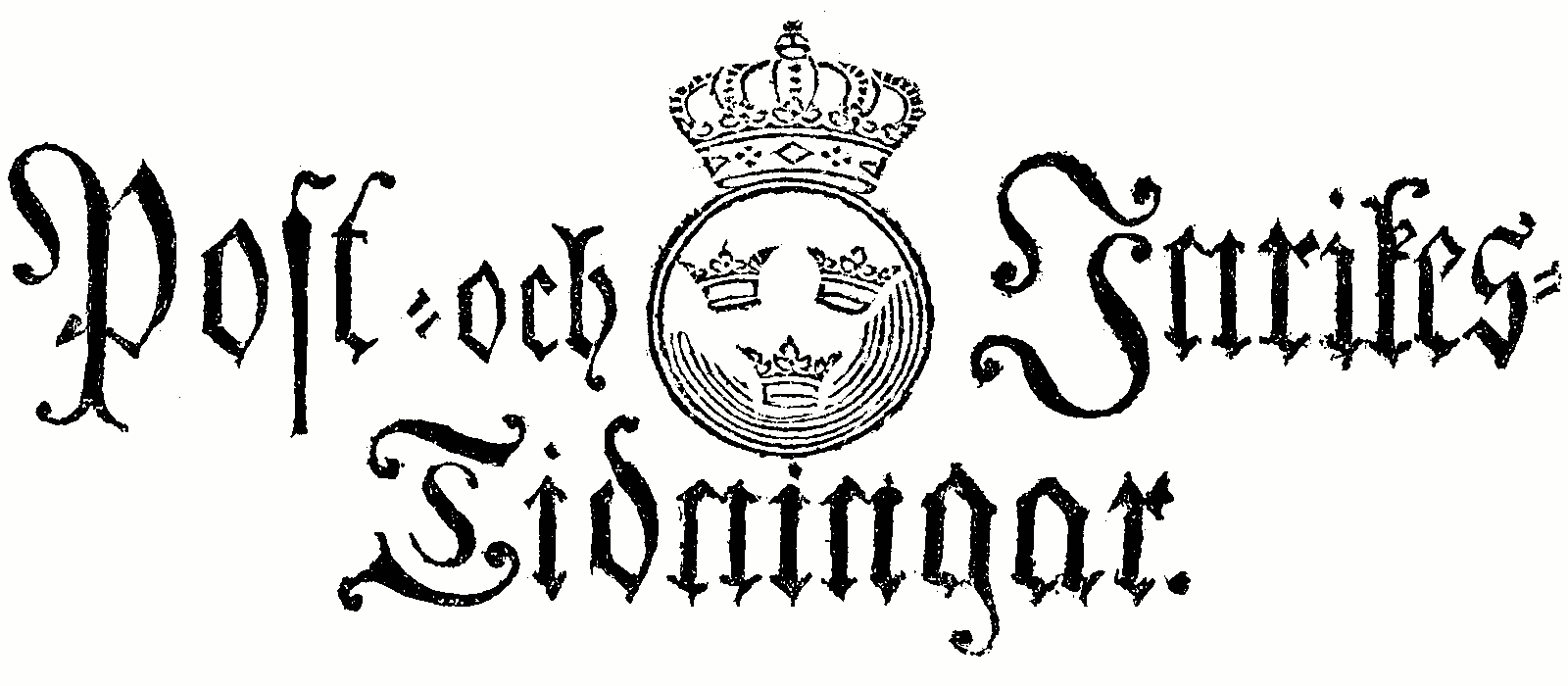
Brevhuvudet 1821.

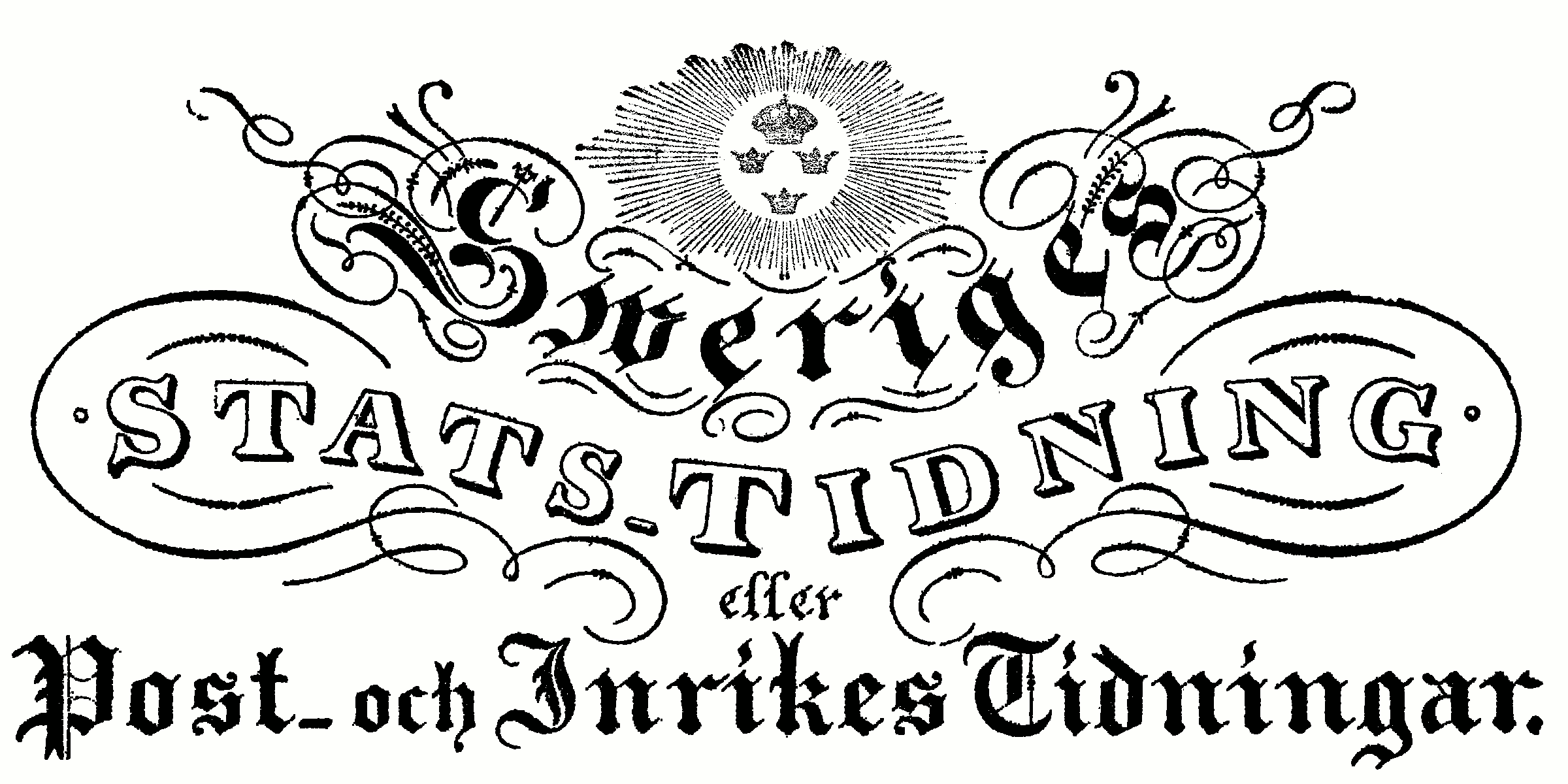
Brevhuvudet 1835.

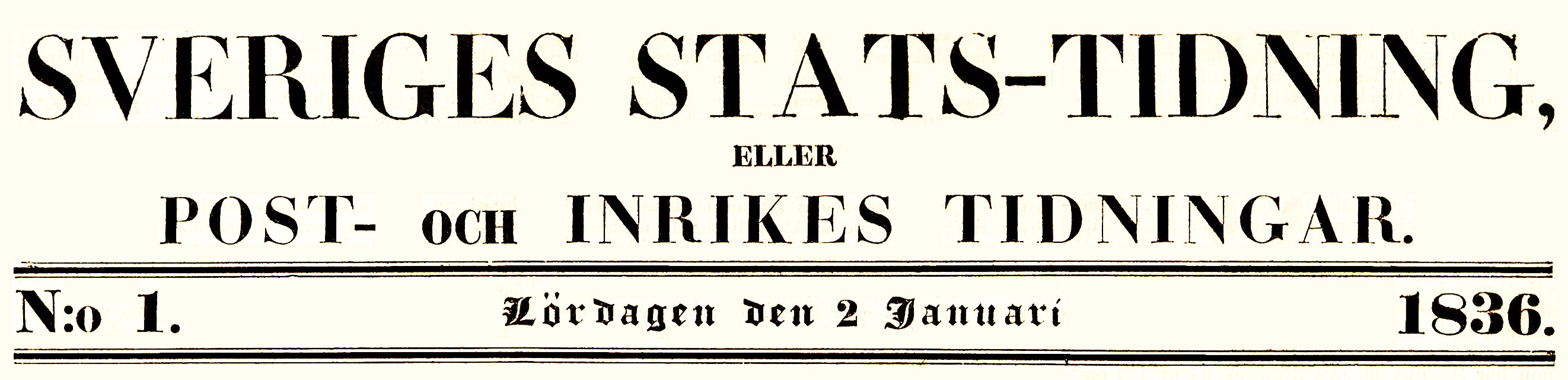
Brevhuvudet 1836.

Post- och Inrikes Tidningar (PoIT) är Sveriges officiella tidning. Tidningen startades 1645 som Ordinari Post Tijdender av drottning Kristina i samråd med Axel Oxenstierna. Man behövde diplomatiska underrättelseorgan i dåtidens oroliga Europa, och Axel Oxenstierna utnyttjade tidningen för politisk propaganda genom publikation av inkomna brev från utposterade rapportörer.
Tidningen omvandlades till en kungörelsesida på Bolagsverkets webbplats år 2007, på licens av Svenska Akademien som fortfarande ägde rättigheterna. År 2009 upphörde utgivningsbeviset att gälla, vilket formellt innebar att PoIT ej längre klassades som en tidning i lagens mening. Enligt ett avtal upprättat 2019 överlät slutligen Svenska Akademien samtliga rättigheter för PoIT till Bolagsverket den 1 januari 2021.

## Den äldsta tidningen
Ordinari Post Tijdender med dess senare efterkommande Post- och Inrikes Tidningar (PoIT)  titeln från 1821 var världens äldsta tidning som utkommit regelbundet och, om man bortser från några kortare avbrott, kontinuerligt alltsedan starten.
Dock var PoIT inte alldeles först med tryckta nyheter. Redan 1624 utkom Hermes Gothicus i Strängnäs, men endast ett enda exemplar är känt, vilket nu finns på Kungliga Biblioteket (KB) i Stockholm. Några ytterligare nummer är inte kända.

## Historik

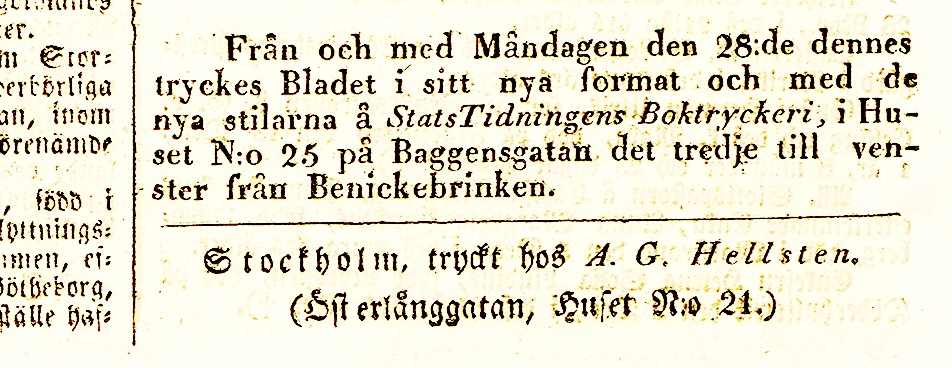
På julafton 1835 tillkännagavs stilbytet.

Ordinari Post Tijdender var Sveriges första tidning. Tidningen refererade brev från utsedda korrespondenter i utlandet. Nyheter och material samlades in via landets lokala postmästare och ansvarig utgivare var postmästaren i Stockholm. Liksom övriga tidningar under denna period lästes den bara av en mycket liten kärna av välbeställda personer. Tidningarna var dyra och få kunde läsa. Spridning av stora upplagor var inte praktiskt möjligt på grund av den outvecklade trycktekniken och de begränsade transportmöjligheterna.
Ordinari Post Tijdender utkom varje onsdag med ett fyrsidigt nummer, ibland åtföljt av en bilaga kallad Extraordinari Post Tijdender. Från 1735 utkom den två gånger i veckan – måndagar och onsdagar – samt från 1792 tre gånger i veckan på måndagar, torsdagar och lördagar.
Tidningens utgivande var ursprungligen ett åliggande för postmästaren i Stockholm. År 1685 överfördes ansvaret till Kanslikollegium, varifrån ledningen 1720 överflyttades till överpostmästaren.
Ett supplement, Anmärckningar wid swenska post-tidningarne utgavs från 18 mars 1734, först under redaktion av Carl Reinhold Berch, från 1736 av sekreteraren vid generalpostkontoret A. Ryman, och från 1749 av Mathias Benzelstierna. Den 12 augusti 1760 erhöll Benzelstierna tillstånd att utge en Inrikes Tidningar för inrikesnyheter, då Stockholms post-tidningar främst innehöll utrikesnyheter. Tidningen började utges 26 november, och utkom samma dagar som Stockholms post-tidningar fram till 1792, och därefter på tisdagar, onsdagar och fredagar fram till 1820.
Alla postmästare i hela Sverige var skyldiga att veckovis till Stockholm rapportera händelser i orten. I Stockholm redigerades materialet på postchefens kansli med rikspostmästaren som utgivare. De tryckta tidningarna sändes ut till alla större orter i landet och anslogs på offentliga anslagstavlor för kungörelser.
Den 20 december 1791 gav kung Gustav III "för evärderliga tider" rätten att ge ut tidningarna till Svenska Akademien, som kungen själv hade instiftat, och gav därmed Akademien en stabil inkomstkälla.
År 1821 slogs Stockholms Post-Tidningar ihop med Inrikes Tidningar till Post- och Inrikes Tidningar. Den 28 december 1835 övergavs frakturstilen och tidningen började tryckas i antikva.
Post- och Inrikes Tidningar var Sveriges officiella organ, och unikt så till vida att det var det enda organ i Sverige som hade rikstäckande kungörelser. Till exempel måste konkurser, skuldsaneringar, bolagsärenden och exekutiva auktioner enligt lag kungöras i tidningen. Avsikten med att låta Svenska Akademien ge ut tidningen har varit att med fiskala avgifter för i tidningen införda obligatoriska annonser finansiera Svenska Akademiens allmännyttiga verksamhet som bland annat innefattar Svenska Akademiens ordlista över svenska språket (SAOL) och Svenska Akademiens ordbok (SAOB).
Akademien utarrenderade i början utgivningsrätten bland sina medlemmar fram till 1833, då den själv övertog utgivningsrätten. År 1834 övertog staten mot en årlig summa på 5 200 riksdaler banko utgivningsrätten för tidningen i avsikt att göra den till en svensk statstidning. Perioden 1834–1844 utgavs den under titeln Sveriges Stats-Tidning med Per Adam Wallmark som redaktör. Bland de politiska medarbetarna under denna tid märktes Gustaf Fredrik Åkerhielm, Gustaf Lagerbjelke och August von Hartmansdorff, samt på den litterära sidan Johan Erik Rydqvist. Under 1844 återtog Svenska Akademien tidningen, som återfick sitt förra namn.
Ursprungligen var de obligatoriska annonserna och nyhetsnotiserna uppblandade med litterära alster. Första numret 1880 innehöll en lång dikt av Oscar II. En av redaktörerna, akademiledamoten Carl David af Wirsén, publicerade fram till sin död 1912 litteraturkritik i tidningen. Andra betydande medarbetare var Oscar Patric Sturzen-Becker, Gustaf Ljunggren, Carl Rupert Nyblom, Nils Fredrik Sander, Emil von Qvanten och Carl Snoilsky.
Från 1890 utgavs en kommunalupplaga för Sveriges kommuner, som från 1911 befordrades till alla kommuner mot erläggande av porto.
Vid 1910 års riksdag hade motion väckts om en utredning huruvida inte Posttidningen kunde upphöra och ersättas med en statstidning för den legala annonseringen samt meddelanden från regering och riksdag. Motionen avslogs. Riksdagen uttalade i en skrivelse att Posttidningen på grund av sin ringa spridning inte tillfredsställande fyllde krav som  kunde ställas på ett organ för den legala annonseringen. Slutligen fann riksdagen lämpligt att taxan för legala annonser i tidningen vilka dittills bestämts av SA skulle fastställas av Kungl. Majt. Kungl. Majt beslutade 1910 - i anslutning till vad riksdagen anfört därom och i enlighet med vad SA medgivit -- att rikets kommuner från och med 1911 skulle äga att genom postverket abonnera på Posttidningen allenast mot stadgad postbefordringsavgift.Vad gäller tidningens innehåll upphörde den regelbundna litteraturkritiken med af Wirséns död 1912. 1921 indrogs i besparingssyfte tidningens hela textavdelning. Tidningen innehåller numera endast sådant som äger samband med dess karaktär som organ för officiella meddelanden. År 1922 upphörde nyhetsförmedlingen och de litterära inslagen helt, och PoIT blev ett renodlat annonsblad.
Cirka 2003 tog Bolagsverket över publicering av kungörelser på sin webbplats mot att Svenska Akademien fick större delen av inkomsterna; för 2017 var det 14 miljoner kronor.
År 2009 upphörde utgivningsbeviset att gälla, tidningen hade därmed inte längre någon ansvarig utgivare, och upphörde därför att existera som tidning.

### Exempel på nyhetsnotis
Illustrationen till höger är ett exempel på utseendet från tidningens första årgång. Texten är en rapport från 30-åriga kriget (1618–1648):
Ordinari Post Tijdender / 1645. den 9. Apr. N. 15.
Från Hamborg den 19. Martij.
Jagh hafwer ännu til at skrifwa om then stoora Victorien som Gen. Feldem. H Linnart Torstenson hafwer erhållit i Böhmen. Huru thet är egentligen der med tilgångit / är bäst til at see utur medföliande skrifwelse aff en Swensk Officerare sub dato Janchovitz den 26. Febr. Hwad för Officerare på den Keyserske sijdan äre bliffne döde och fångne / förmäler effterföliande Lista / hwilken aff en förnemligh Keysersk Officerare är sändt hijt ifrån Regensburg. På Swenske sijdan skole wara blefne 3. Gen. Majorer, Mortaigne. Wittenberg och Goldsteen / och 3. andra Öfwerster / men det om är ännu lijkwist intet fulkomligh wissheet, så hafwer man och ännu intet egentligh beskedh huru monga Fahnor och Standarter äre eröffrade. I gemeent skrifwes at öfwer 8. eller 9. Tusend i alt äre blefne döde på Platzen/ och öfwer 3000. Keyserske fångne. At …
Ekonomin för PoIT har varierat genom tiderna. Från att från början ha varit en god inkomstkälla för Svenska Akademien, som finansierade arbetet med SAOL, blev det senare sämre, och 1919 blev det ren förlust. Akademien anhöll hos Regeringen att få lägga ner tidningsverksamheten, men Regeringen sade nej. Situationen räddades med kraftigt höjda taxor på de obligatoriska annonserna. Detta drabbade Patent- och Registreringsverket hårt, men verkets kraftiga protester förklingade ohörda.
Inom kretsar som berörs av Post- och Inrikes Tidningar har den vardagliga benämningen för detta alster varit "Postgumman." Benämningen myntades tidigt, och var då ironiskt menad, med anledning av den långsamma nyhetsförmedlingen från utlandet. Exempelvis tog det en månad för underrättelsen om Gustav II Adolfs död 1632 att nå Sverige. Det kan jämföras med textexemplet ovan, som tog bara 3 veckor från författandet tills det kom i tryck, en klar förbättring i nyhetsrapporteringen.
I dagens Sverige har namnet Postgumman fått en mjukare klang.

## Namnlängd
Under tidernas lopp har tidningen bytt skepnad åtskilliga gånger. Ibland är ändringen obetydlig, endast stavningen har ändrats, men ibland har ändringen varit så stor att det är svårt att utan vidare ana att det faktiskt rör sig om samma publikation. Följande namn har förekommit:
| Period    | Tidningens namn                                          | Notiser                                    |
| --------- | -------------------------------------------------------- | ------------------------------------------ |
| 1645–1651 | Ordinari Post Tijdender                                  |                                            |
| 1652–1654 |                                                          | Utgivningen avstannad                      |
| 1655      | Post-Tijdender ifrån åthskillige Orter Åhr 1655          |                                            |
| 1660–1662 |                                                          | Utgivningen avstannad                      |
| 1663–1673 | Ordinari Post-Tijdender                                  |                                            |
| 1678–1680 | Svenska Ordinarie Post-Tijdender                         |                                            |
| 1681–1685 |                                                          | Utgivningen avstannad                      |
| 1686      | Ordinarie Stockholmiske Posttijdingar                    |                                            |
| 1687–1705 | Ordinarie Stockholmiske Posttijdinder                    |                                            |
| 1706–1716 | Ordinarie Stockholmiske Posttidender                     |                                            |
| 1717–1718 | Lundska Posttijender                                     | Dessa år var utgivningen flyttad till Lund |
| 1717–1718 | Stockholmiske Kundgiörelser                              | Detta var en nystartad tidning             |
| 1719      |                                                          | Utgivningen avstannad                      |
| 1720      | Stockholmiske Post-Tidender                              |                                            |
| 1721      | Stockholmske Post-Tidender                               |                                            |
| 1722–1734 | Stockholmske Post-Tidningar                              |                                            |
| 1735–1820 | Stockholms Post-Tidningar                                |                                            |
| 1821      | Stockholms Post- och Inrikes Tidningar                   |                                            |
| 1822–1834 | Post- och Inrikes Tidningar                              |                                            |
| 1835–1844 | Sveriges Stats-Tidning eller Post- och Inrikes Tidningar |                                            |
| 1845      | Post- och Inrikes Tidningar                              |                                            |

Åren 1682, 1700, 1701 och 1723 medföljde var vecka en bilaga Relationes Curiosæ som innehöll från tysk förlaga översatt skämtläsning.
Fristående från Stockholms Post-Tidningar kom 1767 Stats- och Hushållsjournal som 1768 och 1769 efterföljdes av Stats-Journalen, vilken därefter tycks ha upphört.

## Upplaga
Tidningens upplaga var som störst i slutet på 1800-talet? Uppgifterna i olika källor varierar mellan 7 000 exemplar och 10 000. I juni 1968 var antalet betalande abonnenter omkring 3 000. Härtill kom ett 60-tal så kallade regelbundna friexemplar och ett drygt 100-tal lösnummer. Friexemplaren torde avse utnyttjande av den rätt kommunerna erhållit år 1910 att abonnera på tidningen utan annan avgift än postportot. Av hela upplagan på 3 200 exemplar gick något mer än hälften eller 1 700 till privata företag och personer. Bland företagen var inslaget av banker markant. Av de 900 exemplaren till enskilda personer hade hälften av adressaterna akademiska eller lärartitlar. Till statliga myndigheter i skilda nivåer gick nära 800 exemplar och till undervisnings- och biblioteksväsendet 500. Under 2006 var upplagan nere i ca 1 000 exemplar. År 2009 var Peter Englund ansvarig utgivare (då Akademiens ständige sekreterare).
Upplagan enligt Kungliga Bibliotekets Nya Lundstedt.
| Period                 | Upplaga | Kommentar Källa                 |
| 1887-01-01--1887-12-31 | 983     | Stockholms veckoblad 1888-02-25 |
| 1888-01-01--1888-12-31 | 1000    | Stockholms veckoblad 1888-02-25 |
| 1989-01-01--1989-12-31 | 3100    | Tryckeriets egen uppgift.       |

## Världens äldsta tidning blir en webbtjänst
Sveriges riksdag beslutade att Post- och Inrikes Tidningar skulle upphöra som papperstidning från den 1 januari 2007 och endast finnas tillgänglig som gratistidning i elektronisk form på internet via Bolagsverket, som är en avknoppning från Patent- och registreringsverket. Kungörelserna presenteras nu på dess webbplats (poit.bolagsverket.se/poit-app/). På papper trycktes alltjämt tre exemplar av varje nummer av formella eller möjligen kulturella skäl.  PoIT räknades dock fortfarande som tidning, det var bara mediet som växlat, fram till 2009, då utgivningsbeviset förföll och tidningen därmed upphörde. 
I samband med riksdagsbeslutet uttalade i en intervju Hans Holm, med en 20-årig tid som redaktör för PoIT bakom sig, att ändringen var en kulturell katastrof för en tidning som funnits så länge. Svenska Akademien står fortfarande som ägare till PoIT, men överlåter privilegiet på Bolagsverket på 10 år mot en kompensation på 12 miljoner kronor årligen, pengar som Bolagsverket i sin tur måste få in genom att anpassa sina taxor till utgiften. Indirekt blir det alltså alla som registrerar bolag med flera, som ytterst finansierar Svenska Akademiens arbete med SAOL och annat.
I Bolagsverkets åtagande ingår löpande aktualisering av PoIT dagligen måndag–fredag och att tidningens innehåll ska hållas tillgängligt på Internet under två–sex år.
Enligt 2 § Förordning (2006:1226) om Post- och Inrikes Tidningar (2006:1226) skall det i Post- och Inrikes Tidningar "kungöras uppgifter som enligt lag eller förordning skall kungöras i Post- och Inrikes Tidningar".
2018 förlängdes avtalet mellan Svenska Akademin och Bolagsverket.

## Cause célèbre
Intill den nya organisationen skulle sättas i verket 2007 hade det redaktionella arbetet och tryckningen av PoIT skötts på entreprenad av ett mindre företag Edita enligt ett avtal som automatiskt förlängdes ett år i taget, så vida det inte sades upp inom en föreskriven tid. Svenska Akademien sade upp avtalet, men brevet blev feladresserat. Detta gjorde att det blev liggande obeställbart hos Posten i två veckor, och därmed hade uppsägningstiden utlöpt innan brevet till slut nådde adressaten. Företaget hävdade att eftersom ingen uppsägning inkommit i laga tid, så var avtalet automatiskt förlängt med ytterligare ett år. Man avsåg att fortsätta trycka den papperstidning som Svenska Akademien inte ville ha. Akademien å sin sida åberopade force majeure, och menade att uppdraget var avslutat. Förhandlingar inleddes för att klara ut hur det ska gå med anställningen för de 6 personer, som på företaget haft PoIT som huvuduppgift. Den personalen kom i kläm, och riskerade att utan egen förskyllan förlora sitt arbete. Frågan löstes efter förhandlingar.
På nyårsdagen upphörde papperstidningen och dagen därpå, den 2 januari 2007, publiceras de första kungörelserna i elektronisk form på webbplatsen www.bolagsverket.se/poit. Som webbplats hos Bolagsverket erbjuder den allmänheten kostnadsfri officiell information.

## Lista över ansvariga utgivare och chefredaktörer för PoIT
| Period                 | Ansvarig utgivare        | Period                                               | Chefredaktör                  |
|                        |                          | 1828-1830                                            | Nils Arfvidsson               |
|                        |                          | 1831-1834                                            | Niklas Joakim af Wetterstedt, |
|                        |                          | 1834–1847                                            | Per Adam Wallmark             |
|                        |                          | 1847–1856                                            | Carl Hellberg                 |
|                        |                          | 1856–1865                                            | Adolf Leopold Björck          |
| 1865-10-11--1878-12-16 | C.V.A. Strandberg        | 1865-1877                                            | C.V.A. Strandberg             |
| 1878-12-17--1886-02-12 | Edvard Bäckström         | 1877-1886                                            | Edvard Bäckström              |
| 1886-02-13--1894-12-17 | Paul Reinhold Strandberg | 1886-1895                                            | Paul Reinhold Strandberg      |
| 1894-12-18--1912-05-02 | Johan Spilhammar         | Angiven huvud- eller chefredaktör saknas i tidningen | Johan Spilhammar              |
| 1912-05-03--1936-09-24 | Carl Johan Elvers        | Angiven huvud- eller chefredaktör saknas i tidningen | Carl Johan Elvers             |
| 1936-09-25--1969-12-30 | Anders Österling         | Angiven huvud- eller chefredaktör saknas i tidningen |                               |
| 1970-01-02--1977-06-23 | Karl Ragnar Gierow.      | Angiven huvud- eller chefredaktör saknas i tidningen |                               |
| 1977-06-27--1986-12-06 | Lars Gyllensten          | Angiven huvud- eller chefredaktör saknas i tidningen |                               |
| 1986-12-08--1999-06-05 | Sture Allén              | Angiven huvud- eller chefredaktör saknas i tidningen |                               |
| 1999-06-07--2006-12-29 | Horace Engdahl           | 2001-01-02--2006-12-29                               | Hans Holm redaktionschef      |

## Etymologi
Ordet tidender är känt före 1520, och är bildat på fornsvenska tidhende, vilket betyder händelse. Besläktat med detta är tidher = något som händer ofta.
Tidning är bildat på fornsvenska tidhning, som betyder underrättelse, nyhet. Först efter uppfinningen av boktryckarkonsten kom den överförda betydelsen i den mening vi idag har med tidning; tryckta alster som inte nödvändigtvis innehåller rapporter om timade händelser, utan kan handla om i stort sett vad som helst. Tidningar i dagens mening kännetecknas av att de är tryckta på papper av förhållandevis enkel kvalitet och utkommer med någorlunda periodicitet (riktvärde minst 4 gånger per år).